# Rijetki zemni metali
Rijetki zemni metali ili rijetki zemni elementi čine skup od sedamnaest kemijskih elemenata u periodnom sustavu elemenata, nadalje, petnaest lantanoida uz skandij i itrij po definiciji međunarodne unije za čistu i primijenjenu kemiju. Skandij i itrij se smatraju rijetkim zemnim metalima, jer se pojavljuju u istim rudnim depozitima kao i lantanoidi te zato što dijele slična kemijska svojstva.
Usprkos atributu rijetki u njihovu imenu, rijetki zemni elementi (uz iznimku radioaktivnog prometija) obilno su prisutni u Zemljinoj kori, primjerice, cerij je 25. najprisutniji element, prisutnosti slične bakrovoj. Međutim, zbog svojih geokemijskih svojstava, rijetki zemni elementi obično su raspršeni i rijetko se nalaze u koncentriranim, ekonomski isplativim eksploativnim oblicima. Poznata je tek nekolicina takvih oblika. Prvi otkriveni mineral prihvatljivih svojstava bio je gadolinit, spoj cerija, itrija, željeza, silicija i drugih. Taj je mineral vađen iz rudnika u selu Ytterby, u Švedskoj; imena nekolicine elemenata potječu iz imena tog sela.
Nose naziv rijetkih zemalja (rijetke zemlje) jer su prvo bili izolirani u Engleskoj kao oksidirani minerali, a u to vrijeme (druga polovica 18. stoljeća) engleska riječ za "mineral" bila je "earth" (zemlja).

## Popis
| Z  | Simbol | Ime         | Etimologija                                                                             | Primjene |
| -- | ------ | ----------- | --------------------------------------------------------------------------------------- | --- |
| 21 | Sc     | skandij     | iz Latinskog Scandia (Skandinavija), gdje je pronađena prva ruda rijetkih zemnih metala | Lagane aluminij-skandij legure za svemirsku industriju, aditiv u živinim svjetiljkama.                                                                                                |
| 39 | Y      | itrij       | po selu Ytterby, Švedska, također nalazište prve rude                                   | Itrij-aluminij garneta (YAG) laseri, YBCO visokotemperaturni supravodič, itrij-željezova garneta (YIG) mikrovalni filter.                                                             |
| 57 | La     | lantan      | prema grčkom "lanthanein", u prijevodu ˝biti sakriven˝                                  | Stakla visokog indeksa refrakcije, kresiva, skladištenje vodika, baterijske elektrode, leće kamera, katalist u rafinerijama ulja.                                                     |
| 58 | Ce     | cerij       | nazvan po patuljastom planetu Ceres, koji je pak nazvan po rimskome bogu agrikulture    | Kemijsko oksidirajuće sredstvo, prah za poliranje, žute boje u keramici i staklima, katalist u rafinerijama ulja, ferocerij kresiva za upaljače.                                      |
| 59 | Pr     | praseodimij | iz grčkoga "prasios", što znači zelen kao poriluk i "didymos", što znači ˝blizanac˝     | Rijetki zemni magneti, laseri, jezgreni materijal za ugljični luk, bojilo u staklima i staklenim emajlovima, aditiv u didimijskim staklima upotrebljavanim lećama naočala za varenje. |
| 60 | Nd     | neodimij    | od grčkog "neos", nov i "didymos", blizanac                                             | Neodimijski magneti, laseri, ljubičasta boja keramike i stakla, keramički kondenzatori.                                                                                               |
| 61 | Pm     | prometij    | po Titanu Prometej, koji je donio vatru smrtnicima                                      | Nuklearne baterije. |
| 62 | Sm     | samarij     | po Vasiliju Samarskom-Bykhovetsu, koji je otkrio rudu samarskit                         | Rijetki zemni magneti, laseri, uhvat neutrona. |
| 63 | Eu     | europij     | po kontinentu Europi                                                                    | Laseri, živine svjetiljke. |
| 64 | Gd     | gadolinij   | po Johanu Gadolinu, u čast njegovih istraživanja rijetkih zemnih magneta                | Rijetki zemni magneti, laseri, rendgenske cijevi, računalna memorija, uhvat neutrona, MRI kontrastno sredstvo.                                                                        |
| 65 | Tb     | terbij      | po selu Ytterby                                                                         | Zeleni fosfor, laseri, fluorescentne svjetiljke. |
| 66 | Dy     | disprozij   | od grčkog "dysprositos", što znači težak za dobiti                                      | Rijetki zemni magneti, laseri. |
| 67 | Ho     | holmij      | po Stockholmu (lat., "Holmia"), grad onih koji su element otkrili.                      | Laseri. |
| 68 | Er     | erbij       | po selu Ytterby.                                                                        | Laseri, vanadij čelik. |
| 69 | Tm     | tulij       | po regiji Tuli                                                                          | Prijenosni rendgen uređaji. |
| 70 | Yb     | iterbij     | po selu Ytterbyju                                                                       | Infracrveni laseri, reducirajuće sredstvo. |
| 71 | Lu     | lutecij     | nazvan po Luteciji, današnjem Parizu                                                    | Skener-detektor kućnih ljubimaca, stakla visokog indeksa refrakcije. |

## Značaj za gospodarstvo
Metali rijetkih zemalja su potrebni za proizvodnju brojnih modernih tehnoloških naprava, uključujući i supravodiča, elektronsko poliranje, preradu katalizatora i komponenti za hibridne automobile (prvenstveno akumulatora i magneta). 
Danas Kina proizvodi preko 95% metala rijetkih zemalja, uglavnom u Unutarnjoj Mongoliji.

## Vanjske poveznice
- Ponestajanje rijetkih zemnih metala moglo bi ugroziti proizvodnju mnogih naprava[neaktivna poveznica]
- Kinesko zlato 21. stoljeća
- Japan reciklira rijetke zemne metale iz elektroničkog otpada